# Copina
Copina es una localidad ubicada en el faldeo oriental de las Sierras Grandes en el extremo sur del Departamento Punilla de la provincia de Córdoba, Argentina.

## Geografía

### Contexto geográfico
Ubicado a casi 1.500 metros sobre el nivel del mar, en los límites de la Reserva Hídrica Provincial Pampa de Achala, la Reserva Recreativa del Valle de Calamuchita y a solo 20 kilómetros del Parque nacional Quebrada del Condorito. Sus coordenadas aproximadas son 31°33′ de latitud Sur y 64°42′ de longitud Oeste. La distancia con la Ciudad de Córdoba es de 70 km por ruta 20 y de solo 40 km con la ciudad turística de Villa Carlos Paz.
Desde los picos que la rodean se observa todo el Valle de Punilla, destacándose fácilmente la ciudad de Villa Carlos Paz y el lago San Roque. 
También se divisa toda la extensión del cordón de las Sierras Chicas, donde son claramente visibles el mítico cerro Uritorco en su extremo norte, el Pan de Azúcar o Supaj Ñu-ñu al centro y el Observatorio Nacional de Bosque Alegre al sur. Por detrás de las Sierras Chicas, se asoma la Ciudad de Córdoba y la gran llanura que termina en el Mar Argentino.
Su privilegiada ubicación, a resguardo de los fríos vientos del sur, con una franca orientación al noreste y buenas vertientes con agua todo el año, ha favorecido el asentamiento humano desde épocas remotas. 
Así lo atestigua numerosa evidencia arqueológica hallada en la zona, e incluso el nombre “Copina” hace referencia a un gran jefe o cacique aborigen de los pueblos originarios, los comechingones.
Estas características permitieron que Copina sea una antigua posta en las rutas de vinculación del Valle de Punilla con el Valle de Traslasierra, desde épocas anteriores a la llegada de los conquistadores españoles. 
Sus ventajas naturales motivaron la construcción de un refugio de piedra para los intrépidos viajeros del siglo XIX, siendo este utilizado con mucha frecuencia por el Cura Brochero. 
Su población comienza a incrementarse en el año 1913 con motivo de la construcción del Camino de los Puentes Colgantes, una de las primeras obras de infraestructura vial del país.
Por su localización estratégica constituyó el parador obligado de los colectivos, autos y camiones que unían los dos valles separados por la Pampa de Achala. 

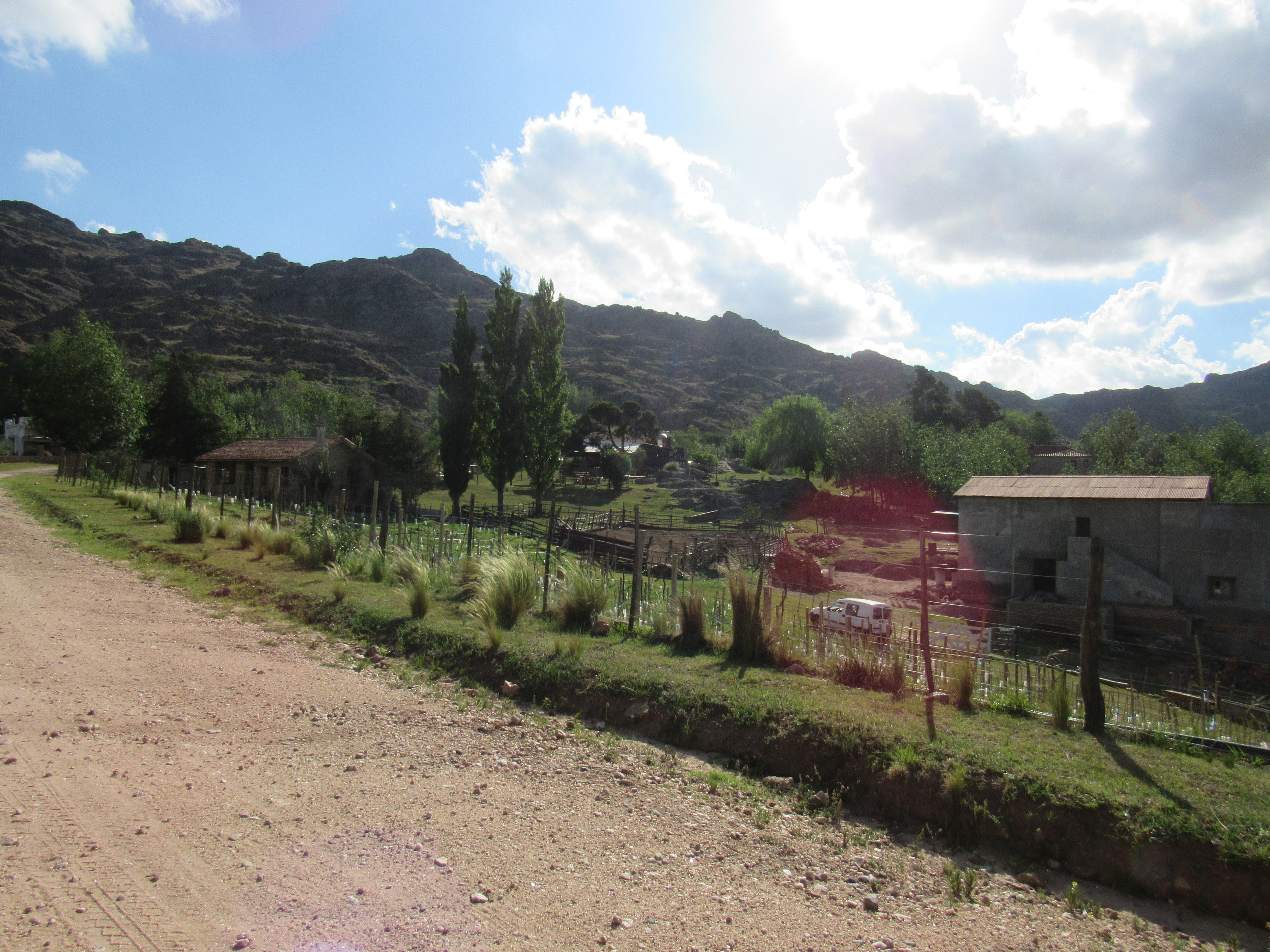
Panorámica de Copina desde la Ruta Provincial 14

La espectacularidad del sinuoso recorrido por la montaña, el cruce de los puentes colgantes y el desafío de sus imponentes precipicios, han hecho del tramo El Cóndor-Copina un clásico del automovilismo de montaña, desde los épicos Grandes Premios hasta el Rally de Argentina.
Con la primera habilitación del nuevo Camino de las Altas Cumbres, en la década del 1980, Copina deja de tener su tránsito habitual y las actividades comienzan a mermar, obligando a sus pobladores a buscar nuevos rumbos. 
Dos hoteles, un galpón de ramos generales, un almacén, una escuela, cuatro viviendas y numerosos restos de antiguas construcciones, constituyen el núcleo poblacional que hoy se mantiene.

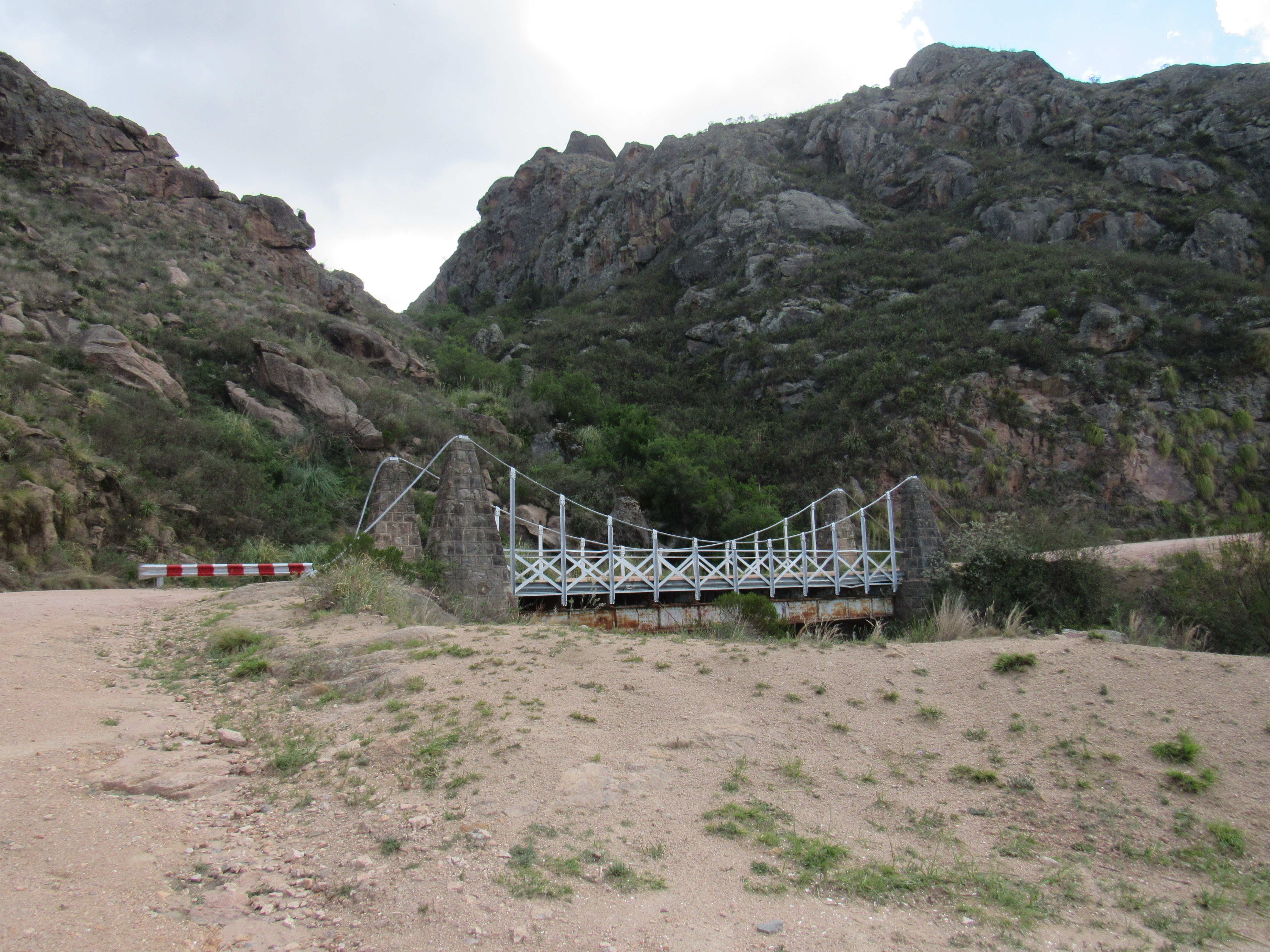
Puente Colgante más cercano a la localidad

En la década siguiente, luego de la habilitación del tramo Puesto de Bustos - Bosque Alegre, Copina queda definitivamente aislada de la ruta principal y casi sin pobladores estables.
En Copina actualmente se están realizando minuciosos estudios de impacto ambiental con el objetivo de avanzar en una refundación del pueblo, con orientación a la ecología, el turismo activo y la educación ambiental.
La refundación propone la adopción de principios que permitan implementar alternativas de producción, diseño, consumo y hábitat, más sustentables que las prácticas habituales, valiéndose de los últimos adelantos en Arquitectura sustentable, Permacultura y eficiencia de la energía solar, la energía eólica y la energía hidráulica .

### Hidrografía
Una característica muy particular de Copina está referida a sus vertientes naturales y el recorrido que realizan las aguas que nacen en este paraje por la geografía Cordobesa. El agua tiene algún elemento que irrita los ojos
La vertiente que constituye el arroyo de Copina dirige las aguas al noreste, para desembocar en el río Icho Cruz, luego llamado San Antonio, siendo a su vez este río uno de los principales afluentes del lago San Roque.
Del dique imaginado por los ingenieros Esteban Dumesnil, Carlos Casaffoust y Juan Bialet Massé, nace el río Suquía que recorre aproximadamente 200 kilómetros hasta desembocar en el Mar de Ansenuza o Mar Chiquita.
A su vez y a una distancia de solo trescientos metros de la anterior, se encuentra el manantial que forma el arroyo de Kijú, cuyas aguas se deslizan suavemente hacia el sureste para formar parte del río De la Suela, que junto con el río San José forman el río Anisacate y luego de la unión de éste con el río que baja del dique Los Molinos nace el río Xanaes.
Las aguas del Xanaes recorren más de 340 kilómetros por la llanura pampeana para luego desembocar igualmente en el Mar de Ansenuza, la mayor superficie lacustre de la Argentina y uno de los más grandes lagos salados de cuenca endorreica del planeta Tierra.